# Paul Russell
Paulus Wilhelmus Ludgerus ("Paul") Russell (Amsterdam, 18 juli 1954) is een Nederlands politicus en advocaat.

## Loopbaan
Russell was in de jaren zeventig lid van de KVP. Nadat de KVP in 1980 opging in het CDA, werd hij lid van deze partij. Hij was bestuurlijk actief binnen het CDJA en was lid van de commissie buitenland van het CDA. Ook was hij actief op Europees niveau, als vertegenwoordiger van het CDA bij de Europese Volkspartij. Bij de Eerste Kamerverkiezingen 2003 werd Russell gekozen in de senaat. Hij hield zich bezig met Buitenlandse Zaken en Defensie. Bij de Eerste Kamerverkiezingen 2007 werd hij herkozen.
In april 2009 gaf Russell zijn zetel in de Eerste Kamer op naar aanleiding van een juridische kwestie rond de invoer van een pentekening van Rembrandt in 2003. Volgens eigen zeggen had hij te goeder trouw het kunstwerk zonder btw te betalen Nederland in willen brengen voor het inwinnen van expertise bij de restauratie. Nadat de douane op Schiphol de pentekening aantrof, werd Russell alsnog aangeslagen voor de omzetbelasting. Hij vocht dit aan bij de rechter, maar werd tot in cassatie bij de Hoge Raad in het ongelijk gesteld. Omdat in de media werd gesproken over 'smokkel' en een 'veroordeling', voelde Russell zich genoodzaakt zijn politieke functie neer te leggen.
Op 2 november 2010 werd Russell opnieuw beëdigd als lid van de Eerste Kamer. Hij volgde Hans Hillen op, die minister van Defensie was geworden in het kabinet-Rutte I. Op 7 juni 2011 nam Russell afscheid van de Eerste Kamer.
Russell is advocaat te Amsterdam, waar hij met een broer een advocatenkantoor bestiert. Hij is honorair consul-generaal van Luxemburg en vicepresident van het Corps Consulaire in Amsterdam. Eerder was hij onder andere honorair vice-consul van Brazilië en lid van de Raad van Advies van de KRO.

## Privéleven
Paul Russell is een zoon van Willem Russell, die in de periode 1971 tot 1983 eveneens lid van de Eerste Kamer was. Zijn moeder Hélène is een telg van de familie Brenninkmeijer, de eigenaren van winkelketen C&A.

## Onderscheidingen
- Ridder in de Orde van Oranje-Nassau (29 april 2003)
- Ridder in de Orde van het Heilig Graf